# Бокаро
Бокаро је град у Индији у држави Џарканд. Према незваничним резултатима пописа 2011. у граду је живело 413.934 становника.

## Становништво
Према незваничним резултатима пописа, у граду је 2011. живело 413.934 становника.
| 1991.   | 2001.   | 2011.   |
| ------- | ------- | ------- |
| 333.683 | 393.805 | 413.934 |